# 효자초등학교 (경북)
효자초등학교는 대한민국 경상북도 포항시에 있는 공립 초등학교이다.

## 학교 연혁
- 1949.09.20. 효자국민학교 설립인가
- 1949.12.01. 효자국민학교 개교(5학급 편성)
- 1972.03.20 포항신흥초등학교 개교와 함께 분리 이관
- 1981.03.05. 병설유치원 개원(1학급)
- 1987.03.05  포항제철국민학교 개교와 함께 분리 이관
- 1996.03.01. 효자초등학교로 교명 변경
- 1999.03.01 포항유강초등학교 개교와 함께 분리 이관
- 2001.03.01. 특수학급 1학급 신설
- 2005.03.01 자명초등학교 통폐합
- 2012.03.01. 제28대 김영순 교장 부임
- 2015.02.17. 제65회 졸업(146명, 졸업생 총수 5912명)
- 2015.03.01. 30학급 편성(특수반1), 유치원 2학급

## 참고 자료
- 효자초등학교 - 한국교육학술정보원 학교알리미